# Halottak emlékműve (Père-Lachaise)
A Halottak emlékműve (Monuments aux Morts) a párizsi Père-Lachaise temetőben található.

## Története
Albert Bartholomé szobrászművész 1889-ben kezdett dolgozni az emlékművön, a végső gipszmodellt 1895-ben mutatta be a Párizsban rendezett nemzeti szépművészeti szalonon. Az emlékmű inspirációi ősi sírok, elsősorban egyiptomi masztabák voltak. Hatott a szobrászra Auguste Rodin A pokol kapuja című alkotása is.
Az emlékmű kétszintes. A felső az életből a halálba vezető átjárót testesíti meg: a két dimenzió közötti kapuban két emberalak áll. A homlokzaton hét további álló, guggoló, ülő figura látható. Alattuk, egy fülkében egy halott pár látható gyermekükkel, felettük karjait kiterjesztő meztelen nőalak,  aki az élet és a fény szellemét testesíti meg. Az emlékművet 1899. november 1-jén, Mindenszentek napján leplezték le, egy nap alatt 98 ezer ember tekintete meg.
Az építmény alatt a Père-Lachaise katakombái találhatók, egy csontház, amelyben többek között azoknak a földi maradványait helyezték el, akiknek már hosszabb ideje nem gondozták a sírját. Ha megtelik, a csontokat elégetik, és a hamut szétszórják a sírkertben. A becslések szerint a katakombában kétmillió ember csontjait őrzik.